# Гомоляко Ірина Володимирівна
Іри́на Володи́мирівна Гомоля́ко (* 1946) — українська лікар-патологоанатом, доктор медичних наук (1990), професор (2004), лавреат Державної премії України у галузі науки і техніки (1994).

## Життєпис
Народилася 1946 року в місті Київ. 1970 року закінчила Київський медичний інститут.
Відтоді працює у Київському НДІ фтизіатрії та пульмонології. Від 1979 року — старший науковий співробітник, 1991 — головний науковий співробітник.
З 1991 року — в Інституті хірургії та трансплантології АМНУ; завідувачка лабораторії патоморфології та цитології.
Наукові зацікавлення:
- кількісні аспекти морфогенезу хронічних захворювань травного каналу, респіраторних та судинних систем, також трансплантаційної патології
- розроблення методів патоморфологічної комп'ютерної діагностики.

Серед робіт:
- «Пульмонологія: Довідковий посібник», 1985, (в співавторстві)
- «Етіологія й патогенеза аневризми черевної частини аорти», 1995 (в співавторстві)
- «Особливості роботи лабораторії патоморфології та цитології в багатопрофільній хірургічній клініці», 1997 (в співавторстві)
- «Циліндроклітинна метаплазія епітелію стравоходу при рефлюксній хворобі», 2001 (в співавторстві)
- «Морфологічна діагностика Helicobacter pylori infection», 2002
- «Особливості післяопераційного ураження легенів», 2003 (в співавторстві)
- «Удосконалення приживлення алотрансплантатів при герніопластиці методом індивідуальної наноадаптації поверхні імплантатів (експериментальне дослідження)», співавтори Т. А. Алексєєва, Ю. О. Фурманов, Я. І. Грищук, О. М. Лазаренко, 2013.

Лавреат Державної премії України у галузі науки і техніки 1994 року — праця «Патогенез, діагностика та хірургічне лікування аневризм черевної аорти»; співавтори Григораш Георгій Андрійович, Зубков Віктор Іванович, Нікішин Леонід Федорович, Нікульніков Павло Іванович, Сухарєв Іван Іванович, Черняк Віктор Анатолійович, Чиркова Ірина Валеріївна.